# 데이터 준비
데이터 준비(data acquisition)는 실제 물리적 조건을 측정하는 신호를 샘플링하고 결과 샘플을 컴퓨터로 조작할 수 있는 디지털 숫자 값으로 변환하는 프로세스이다. 약어로 DAS, DAQ 또는 DAU로 불리는 데이터 준비 시스템은 일반적으로 처리를 위해 아날로그 파형을 디지털 값으로 변환한다. 데이터 준비 시스템의 구성 요소는 다음과 같다.
- 센서: 물리적 매개변수를 전기 신호로 변환한다.
- 신호 조절 회로: 센서 신호를 디지털 값으로 변환할 수 있는 형식으로 변환한다.
- 아날로그-디지털 변환기: 조정된 센서 신호를 디지털 값으로 변환한다.

데이터 준비 어플리케이션은 일반적으로 어셈블리어, 베이직, C (프로그래밍 언어), C++, C 샤프, 포트란, 자바 (프로그래밍 언어), LabVIEW, 리스프, 파스칼 (프로그래밍 언어) 등과 같은 다양한 범용 프로그래밍 언어를 사용하여 개발된 소프트웨어 프로그램에 의해 제어된다. 독립형 데이터 준비 시스템을 종종 데이터 로거라고 한다.
일반적으로 특정 하드웨어 장비에서 데이터를 준비하는 데 필요한 모든 도구를 제공하는 오픈 소스 소프트웨어 패키지도 있다. 이러한 도구는 복잡한 실험에 빠르고 유연하며 적응 가능한 소프트웨어가 필요한 과학계에서 제공된다. 이러한 패키지는 일반적으로 맞춤형이지만 최대 통합 데이터 준비 시스템과 같은 보다 일반적인 DAQ 패키지는 쉽게 맞춤화할 수 있으며 여러 물리학 실험에 사용된다.

## 역사
1963년 IBM은 데이터 준비에 특화된 컴퓨터를 생산했다. 여기에는 IBM 7700 데이터 준비 시스템과 그 후속 제품인 IBM 1800 데이터 준비 및 제어 시스템이 포함된다. 이러한 고가의 특수 시스템은 1974년에 Tecmar/Scientific Solutions Inc.에서 생산한 범용 S-100 컴퓨터와 데이터 준비 카드에 의해 능가되었다. 1981년 IBM은 IBM 개인용 컴퓨터를 출시했고 사이언티픽 솔루션스는 최초의 PC 데이터 준비 제품을 출시했다.

## 같이 보기
- 블랙박스
- 데이터 수집
- 데이터 로거
- 데이터 스토리지
- 데이터 사이언스
- 센서
- 신호 처리
- 트랜스듀서